# District Zjeleznogorski
Het district Zjeleznogorski (Russisch: Железногорский район) is een gemeentelijk district van de Russische oblast Koersk.
Het bestuurlijk centrum is de stad Zjeleznogorsk, welke echter geen deel uit maakt van het district en een stedelijk district vormt.

## Demografie
Het district telde 15.564 inwoners bij de volkstelling van 2018 tegen 18.192 bij die van 2002.

## Geschiedenis
Het district werd opgericht in 1965 op basis van het in 1963 opgeheven district Michajlovski.

## Klimaat
Het district ligt in een continentale klimaatzone met milde, warme zomers en gelijkmatig verdeelde jaarlijkse regenval (Dfb in de Klimaatclassificatie van Köppen).

## Bestuurlijke indeling
Het district telt 1 gorodskoje poselenieje (nederzetting met stedelijk karakter: Magnitny) en 12 selsovjets (Androsovski, Gorodnovski, Karmanovski, Linetski, Michajlovski, Novoandrosovski, Razvetjevski, Rysjkovski, Stoedenokski, Trojtski, Vereteninski en Volkovski).
Bestuurlijk centrum: Koersk

Stedelijke districten: Lgov · Koertsjatov · Koersk · Sjtsjigry · Zjeleznogorsk

Gemeentelijke districten:

Belovski · Bolsjesoldatski · Chomoetovski · Dmitrijevski · Fatezjski · Gloesjkovski · Gorsjtsjenski · Kastorenski · Konysjovski · Korenevski · Koerski · Koertsjatovski · Lgovski · Mantoerovski · Medvenski · Obojanski · Oktjabrski · Ponyrovski · Pristenski · Rylski · Sjtsjigrovski · Soedzjanski · Solntsevski · Sovetski · Timski · Tsjeremisinovski · Zjeleznogorski · Zolotoechinski